# Kreon (König von Theben)
Kreon (altgriechisch Κρέων Kréōn „Herrscher“, latinisiert auch Creon) war in der griechischen Mythologie König von Theben. Er ist vor allem durch die Ödipussage und durch Sophokles’ Tragödien bekannt.

## Abstammung und Nachkommen

Stammbaum von Kreon

Kreon war laut Sophokles Sohn des Menoikeus und stammte von jenen Männern (Sparten) ab, die den von Thebens Gründer Kadmos ausgesäten Drachenzähnen entsprossen. Mit seiner Ehefrau Eurydike war er Vater von drei Söhnen: Haimon, Megareus (auch Menoikeus), Lykomedes und der Tochter Megara. Als Bruder von Iokaste war er zuerst Schwager des Thebanerkönigs Laios und später sowohl Schwager als auch Onkel von Ödipus. Anderen Sagenversionen nach hieß Kreons Frau Henioche.

## Mythos

### Erste Regierungszeit
Als Laios von seinem eigenen Sohn Ödipus getötet worden war, übernahm Kreon als Bruder der Gattin des Laios die Herrschaft über Theben.
Amphitryon, der versehentlich seinen Schwiegervater Elektryon getötet hatte, floh mit seiner Frau Alkmene und ihrem Bruder Likymnios nach Theben zu Kreon und Kreons erster Frau Henioche, um sich dort von ihrem Verbrechen zu reinigen. Von Theben aus führte Amphitryon mit Kreons Hilfe einen Feldzug gegen die Taphier. Alkmene gebar in Theben ihren von Zeus gezeugten Sohn Herakles.
Zu Kreons erster Regierungszeit schickte Hera den Thebanern die Sphinx. Dieses Untier lauerte auf dem Phikeischen Berg Passanten auf und stellte ihnen ein Rätsel. Konnten sie es nicht lösen, so wurden sie von ihr getötet. Da Ödipus das Rätsel lösen konnte und somit die Sphinx besiegte, stürzte sich diese in den Tod. Andere, ältere Versionen kennen das Rätsel nicht. Nach diesen erwürgte die Sphinx Passanten und wurde von Ödipus getötet. Als Dank erhielt Ödipus Iokaste (nach den meisten Sagenversionen seine leibliche Mutter, nach anderen seine Stiefmutter) zur Frau und er löste Kreon als König von Theben ab.

### Zweite Regierungszeit
Als Theben Jahre später unter der Pest litt und in der Stadt Ratlosigkeit herrschte, enthüllte – nach einer antiken Tradition – der Seher Teiresias, dass Iokaste in Wahrheit Ödipus’ Mutter ist und Ödipus seinen Vater Laios getötet hatte. Daraufhin verließ Ödipus Theben und Kreon übernahm an Stelle der noch minderjährigen Ödipussöhne Eteokles und Polyneikes erneut die Königsherrschaft.
Anderen Versionen nach, blieb Ödipus jedoch in Theben. Laut Homer regierte er nach dem Suizid Epikastes (Iokaste) noch lange weiter und fiel schließlich in einer Schlacht. In Hesiods Frauenkatalog wird mehrmals erwähnt, dass bei der Bestattung des Ödipus auch Argeia (Tochter des Adrastos) aus Argos anwesend war, die im Mythos als Gattin des Polyneikes gilt. Demnach waren die Söhne des Ödipus bereits erwachsen als dieser starb, was indirekt auch durch Pausanias bestätigt wird, wonach Polyneikes noch zu Lebzeiten nach Argos auswanderte und erst nach dem Tod des Vaters mit Eteokles in Streit geriet. Dieser Version nach bestand keinerlei Notwendigkeit für die Übernahme der Herrschaft durch Kreon als Interimskönig.

### Dritte Regierungszeit
Als Eteokles und Polyneikes erwachsen waren, übernahmen sie – nach den Versionen der attischen Dramatiker – die Regentschaft von Kreon und vereinbarten, jährlich abwechselnd zu regieren. Nach seiner ersten Amtszeit verweigerte demnach Eteokles allerdings den Rücktritt von der Herrschaft, so dass Polyneikes sich mit argivischen Fürsten verbündet und Theben angegriffen hätte (→ Verarbeitung dieser Sage in Aischylos’ Tragödie Sieben gegen Theben). Nachdem die Erstürmung Thebens gescheitert war, soll es zu einem Duell der beiden Brüder gekommen sein, bei dem sie sich gegenseitig töteten.
Danach soll Kreon als Vormund des Laodamas, des Sohnes des Eteokles, erneut den Thron von Theben bestiegen haben. Er ließ demnach verkünden, dass Polyneikes und alle, die mit ihm im Kampf gegen Theben gefallen waren, nicht beerdigt werden dürften, doch Antigone, Polyneikes Schwester, missachtete diese Anordnung und wurde von den Bewachern gefasst, als sie Erde auf den toten Körper ihres Bruders warf. Obwohl Antigone mit Kreons Sohn Haimon verlobt war, verfügte Kreon, dass sie lebendig in eine Grabkammer eingemauert werden soll. Zwar drückten die Götter durch Teiresias ihre Unzufriedenheit mit Kreons Entscheidung aus („Die Toten sind zu begraben und die Lebenden sind aus ihren Gräbern zu befreien!“), doch als Kreon nun Antigones Grabkammer aufbrechen ließ, hatte die Tragödie bereits ihren Lauf begonnen: Um einem langsamen Sterben zu entgehen, hatte sich Antigone selbst erhängt. Haimon, der erste Zeuge dieses Unglücks, richtete sein Schwert vorerst gegen seinen Vater, besann sich dann aber anders und tötete sich selbst. Aber auch Eurydike, die von einem Pagen vom Tod ihres Sohnes erfuhr, beging Selbstmord. Kreon selbst blieb am Leben und nahm – nun vereinsamt – die Regierungsgeschäfte wieder auf.

### Kreons Ende
Adrastos bat Theseus wegen der Herausgabe der Toten um Hilfe. Theseus zog gegen Theben, errang einen Sieg und brachte die Gefallenen nach Eleusis, wo sie begraben wurden. In der Folge kam Lykos, Sohn des Lykos, von Euböa nach Theben, ermordete Kreon und wurde Tyrann von Theben.